# Empotramiento

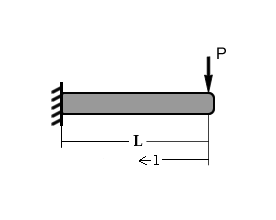
Ménsula, con símbolo en su extremo izquierdo indicando que dicho extremo debe considerarse a efectos mecánicos como un empotramiento, en el que la viga no tiene posibilidad de movimiento.

Un empotramiento es un tipo de unión entre sólido resistente y otro sólido inmóvil respecto a un sistema referencia también inmóvil, que elimina por completo la posibilidad de movimiento de un sólido respecto al otro en los puntos del empotramiento. Matemáticamente un empotramiento reduce el número de grados de libertad de los puntos del mismo. En el conjunto de puntos del empotramiento E el vector desplazamiento {\displaystyle \scriptstyle \mathbf {u} } satisface las siguientes condiciones de contorno:

{\displaystyle {\begin{cases}\mathbf {u} (x)=0\\\mathbf {u} '(x)=0&x\in E\end{cases}}}

Dos sólidos rígidos unidos por un empotramiento mecánicamente forman un sólido rígido. En teoría de vigas una barra elástica que en uno de sus extremos tiene un empotramiento tiene tres grados de libertad menos que si no existiera dicho empotramiento. En una estructura plana de nudos rígidos, cada empotramiento elimina 3 grados de libertad. En una estructura tridimensional elimina seis grados de libertad. En una placa o en una lámina cada contorno empotrado elimina también seis grados de libertad en cada punto del contorno.